# Championnat de Belgique féminin de football 2011-2012
Navigation
Saison précédente Saison suivante
Le Championnat de Belgique féminin de football 2011-2012 est la 41e saison de la compétition. La saison débute le 31 août 2011 et se termine 12 mai 2012.
C'est la dernière saison dans sa formule actuelle : dès 2012-2013, une BeNe Ligue de huit clubs verra le jour. Celle-ci se situera au-dessus d'une D1 féminine qui sera donc à présent le deuxième échelon de la hiérarchie nationale. Les clubs classés aux huit premières places composeront cette BeNe Ligue pour autant qu'ils soient en ordre de licence et liés à un club de D1 ou de D2 masculine.

## Clubs2011-2012
| 2010-2011  | Club                            | Terrain                                 |
| ---------- | ------------------------------- | --------------------------------------- |
| 1          | Standard Fémina de Liège        | Stade Maurice Dufrasne (terrain annexe) |
| 2          | RSC Anderlecht                  | Annexe Heysel                           |
| 3          | WD Lierse SK                    | Jeugdcentrum KSK Lierse                 |
| 4          | Waasland Beveren - Sinaai Girls | Complex Sinaai Girls                    |
| 5          | Dames Zulte Waregem             | Stadion Zultse VV                       |
| 6          | Oud-Heverlee Louvain            | Stade Den Dreef                         |
| 7          | DVC Eva's Tirlemont             | Sint-Barbaracomplex                     |
| 8          | Beerschot Antwerpen Dames       | Complex FC Kontich                      |
| 9          | Club Bruges KV                  | Bogaertstadion                          |
| 10         | FCF White Star Woluwé           | Stade Fallon                            |
| 11         | Saint-Trond VV                  | Jeugdcomplex St-Truidense VV            |
| 12         | VV Rassing Harelbeke            | Forestiersstadion                       |
| Division 2 | KSK Heist                       | Complex B                               |
| Division 2 | K Achterbroek VV                | Complex Achterbroek VV                  |

## Classement final
| Rang | Équipe                     | Pts | J  | G  | N  | P  | Bp  | Bc  | Diff |
| ---- | -------------------------- | --- | -- | -- | -- | -- | --- | --- | ---- |
| 1    | Standard Fémina de Liège T | 70  | 26 | 23 | 1  | 2  | 134 | 17  | +117 |
| 2    | RSC Anderlecht             | 63  | 26 | 20 | 3  | 3  | 86  | 23  | +63  |
| 3    | WD Lierse SK               | 56  | 26 | 17 | 4  | 5  | 82  | 29  | +53  |
| 4    | Saint-Trond VV             | 46  | 26 | 13 | 7  | 6  | 50  | 29  | +21  |
| 5    | Sinaai Girls               | 43  | 26 | 14 | 1  | 11 | 51  | 43  | +8   |
| 6    | DVC Eva's Tirlemont        | 40  | 26 | 12 | 4  | 10 | 42  | 46  | -4   |
| 7    | Dames Zulte Waregem        | 38  | 26 | 11 | 5  | 10 | 44  | 34  | +10  |
| 8    | Club Bruges KV             | 37  | 26 | 10 | 7  | 9  | 37  | 40  | -3   |
| 9    | Oud-Heverlee Louvain       | 34  | 26 | 8  | 10 | 8  | 32  | 38  | -6   |
| 10   | Beerschot Antwerpen Dames  | 29  | 26 | 9  | 2  | 15 | 38  | 49  | -11  |
| 11   | KSK Heist P                | 23  | 26 | 5  | 8  | 13 | 34  | 66  | -32  |
| 12   | FCF White Star Woluwé      | 19  | 26 | 5  | 4  | 17 | 37  | 67  | -30  |
| 13   | K Achterbroek VV P         | 14  | 26 | 4  | 2  | 20 | 30  | 78  | -48  |
| 14   | VV Rassing Harelbeke       | 4   | 26 | 1  | 1  | 24 | 13  | 151 | -138 |

|   | Ligue des Champions          |
|   | Barrage promotion-relégation |
| T | Tenant du titre 2011         |
| P | Promu 2011                   |

## Promotions et relégations pour2012-2013
Barrage promotion-relégation: 
- VV Rassing Harelbeke¹

Est promu en D1: 
- Melle Ladies, champion de D2
- WD Lierse SK B, DV Lanaken, RUS Beloeil, RSC Anderlecht B, VVDG Lommel, Oud-Heverlee Louvain B²